# Landonia
Landonia is een monotypisch geslacht van straalvinnige vissen uit de familie van de karperzalmen (Characidae).

## Soort
- Landonia latidens Eigenmann & Henn, 1914